# Daniel Price White
Daniel Price White (* 16. November 1814 im Green County, Kentucky; † 12. April 1890 in Louisville, Kentucky) war ein US-amerikanischer Politiker (Demokratische Partei) im 19. Jahrhundert.
White war Mitglied der State Legislature von Kentucky. Ferner vertrat er 1860 seinen Heimatstaat bei der Democratic National Convention. Nach der Sezession von Kentucky vertrat er diesen Staat zwischen 1861 und 1862 im Provisorischen Konföderiertenkongress.